# Історія з намистом
«Історія з намистом» (англ. The Affair of the Necklace) — історична драма 2001 року, режисер — Чарльз Шайер, заснована на реальних історичних подіях, описаних також в романі Олександра Дюма «Намисто королеви».

## Сюжет
Оповідання у фільмі ведеться з пізнішого часу, від імені Луї Огюста де Бретейля, який був Міністром королівського двору Франції з 1783 по 1788 рік. Наполеон писав, що військові помилки і нерозв'язні внутрішні протиріччя розпалили вогонь Французької революції, але поштовхом до неї став курйозний палацовий скандал, в якому були замішані члени королівської сім'ї, жінка, позбавлена благородного прізвища, і найпрекрасніше діамантове намисто в Європі. Цю одіозну інтригу охрестили „історією з намистом“.
1786 рік. Франція. Час царювання Бурбона Людовика XVI і його дружини Марії-Антуанети. У Парижі судять авантюристку Жанну Ламотт, яка зуміла обдурити найвисокопоставленіших осіб Франції. Але історія цього обману почалася далеко не зараз. Причини ненависті Жанною ля Мотт французького королівського дому відходять в минуле. Отримавши слово, Жанна згадує своє дитинство…
1767 рік. Сімейний маєток нащадків давнього, але відстороненого від управління королівського роду Валуа. Дівчинка Жанна стає свідком жорстокого нападу військових правлячої королівської династії Бурбонів на  дім її батька, який був захисником простого народу і символом опору правлячому королівському дому. Військові розправляються з батьком Жанни, а королівські бюрократи відбирають у сімейства маєток і усі спадкові права.
1784 рік. Жанна виросла і подорослішала, вийшла заміж і тепер носить прізвище чоловіка — «Ламотт». Проте вона намагається будь-якими способами добитися прихильності королеви Марії-Антуанети, в надії, що та зглянеться і поверне сім'ї Жанни усі спадкові права роду Валуа. Але усі її спроби терплять фіаско. Чоловік Жанни — Ніколя де Ламотт також нічим не може їй допомогти, тоді вона заводить собі коханця з вищого світу — Рето де Вілетта, який допомагає їй стати своєю в розбещеному і лицемірному паризькому вищому товаристві.
Жанна задумала обманом оволодіти дорогим намистом, колись виготовленим для коханки короля Людовіка XV. Але, оскільки король помер і коханку вигнали з двору, намисто залишилося нереалізованим. Жанна ля Мотт, представляючи себе близькою подругою теперішньої королеви Марії-Антуанети перед кардиналом де Роганом, влаштовує побачення між кардиналом і королевою. Проте, роль королеви під час побачень грала інша жінка. Тому кардинал нічого не запідозрив, коли «королева» звернулася до нього з проханням придбати намисто у борг. Від імені Марії-Антуанети кардиналові вручили підроблені позикові листи…

## В ролях
| Актор              | Роль                                                  |
| ------------------ | ----------------------------------------------------- |
| Браян Кокс         | міністр де Бретейль переповідач                       |
| Гіларі Свонк       | Жанна ля Мотт (де Сен-Ремі де Валуа)                  |
| Джонатан Прайс     | кардинал де Роган                                     |
| Крістофер Уокен    | граф Каліостро                                        |
| Саймон Бейкер      | Рето де Віллетт ((англ.))                             |
| Едрієн Броуді      | Николя де ля Мотт ((англ.))                           |
| Джолі Річардсон    | королева Марія-Антуанетта                             |
| Симон Шеклтон      | король Людовик XVI                                    |
| Hermione Gulliford | акторка Ніколь ле Ге «Олива» (Nicole le Guay d'Oliva) |
| Paul Brooke        | ювелір Бемер (Charles Auguste Bœhmer)                 |
| Peter Eyre         | ювелір Бассанж (Paul Bassange)                        |
| Helen Masters      | Жанна-Луїза Кампан                                    |
| Stephen Noonan     | Каміль Демулен                                        |
| Michel D'Oz        | маркіз де Фавра                                       |
| Вікторія Шале      | служанка королеви Коллін                              |

## Знімальна група
- Режисер: Чарльз Шаєр
- Продюсери: Стейсі Аттанасіо, Кіра Девіс, Найджел Голдсак
- Сценарист: Джон Світ
- Оператор: Ешлі Роу
- Композитор: Девід Ньюман
- Художник по костюмах: Мілена Канонеро

## Нагороди
- Номінація на «Оскар»